# Osiedle Literackie (Poznań)
Strzeszyn Literacki, zwany też Parkowym – część Strzeszyna (oprócz Starego Strzeszyna, Strzeszyna Greckiego i osiedla wojskowego), znajdującego się w granicach Poznania, położona w północno-zachodnim obszarze miasta. Patronami ulic Strzeszyna Literackiego są pisarze polscy, angielscy, francuscy, niemieccy i rosyjscy.

## Granice
Granice osiedla wytyczają: ulica Biskupińska (na północy), linia kolejowa do Obornik Wielkopolskich wraz z ulicami Gojawiczyńskiej, Miłosza i Tyrmanda (na wschodzie), ulica Gajcego i Wańkowicza (na południu) oraz Wańkowicza i Krajenecka (na zachodzie). Strzeszyn Literacki jest jednostką dość izolowaną od innych części miasta – najbliżej jest stąd na Podolany, które jednak oddziela od Strzeszyna linia kolejowa (tylko jeden przejazd). Do pozostałych części miasta jest po kilka kilometrów.

## Architektura
Koncepcję zabudowy dzielnicy wypracowano w drodze ogłoszonego przez SARP w 1986 konkursu urbanistycznego. Planowano osiedle na 20 tysięcy osób. W konkursie zwyciężyła praca zespołu: Janusz Falkiewicz, Janusz Szymański i Piotr Wicha z Warszawy. Projekt zakładał zabudowę głównie szeregową, wzdłuż centralnej ulicy (ul. Literacka), z segmentowaną zabudową, skupioną wokół lokalnych placyków.

## Miejsca kultu
Strzeszyn Literacki należy do funkcjonującej od 2004 parafii na Strzeszynie Greckim posiadającej kościół św. Ojca Pio (3020 wiernych w 2010) oraz do powstałej w 2014 roku parafii na Starym Strzeszynie. Przy skrzyżowaniu ulicy Puszkina i Wańkowicza znajduje się kapliczka maryjna. Przy skrzyżowaniu ulic Paukszty i Miłosza, znajduje się baptystyczny zbór „Kościół Amazing Grace” będący częścią Kościoła Chrześcijan Baptystów w RP.

## Komunikacja
Strzeszyn Literacki obsługują autobusy linii 164 i 170 oraz autobusy nocne linii 216 i 226.